# Средин, Дмитрий Васильевич
Дми́трий Васи́льевич Сре́дин (11 февраля 1907, Сурты, Петриковская волость, Царевококшайский уезд, Казанская губерния — 19 апреля 1985, Йошкар-Ола, Марийская АССР) — марийский советский партийный руководитель, общественный деятель. Первый секретарь Медведевского райкома КПСС Марийской АССР (1951—1962, 1965—1970). Член ВКП(б) с 1937 года. Делегат XXIII съезда КПСС. Кавалер ордена Ленина (1965).

## Биография
Родился 11 февраля 1907 года в с. Михайловское Царевококшайского уезда Казанской губернии (ныне с. Сурты Медведевского района Марий Эл) в семье крестьянина-середняка. В юности был сплавщиком леса по реке Кундыш, торговал в местном потребительском обществе, затем возглавлял городской рабочий кооператив и магазин.
В 1929—1931 годах служил в рядах Красной Армии в Кронштадте. После демобилизации работал инструктором рабочего кооператива г. Йошкар-Олы Марийской АССР. В 1931—1938 годах был председателем Йошкар-Олинского и Звениговского советов Осоавиахима Марийской автономной области / Марийской АССР. В 1938—1939 годах заведовал Звениговским райземотделом.
В 1937 году принят в ВКП(б). С 1939 года находился на партийной работе: был заведующим отделом пропаганды и агитации Звениговского райкома ВКП(б), секретарём по кадрам, 2-м секретарём Килемарского райкома ВКП(б) Марийской АССР. В 1943—1944 годах заведовал военным отделом Марийского обкома ВКП(б), до 1948 года был 1-м секретарём Ронгинского райкома ВКП(б).
В 1950 году окончил Горьковскую областную партийную школу. До 1951 года — заведующий сельскохозяйственным отделом Марийского обкома ВКП(б). В 1951—1962 и 1965—1970 годах — 1-й секретарь Медведевского райкома КПСС. При его непосредственном участии в Медведевском районе появился высокопродуктивный чёрно-пестрый скот, начали строиться животноводческие комплексы, учреждения соцкультбыта — благоустроенные жилые дома, детские сады.
Будучи уже на пенсии, около 1 года трудился в аппарате Марийского обкома КПСС.
За вклад в социально-экономическое развитие Марийского края и активную депутатскую деятельность награждён орденами Ленина, Октябрьской Революции, Трудового Красного Знамени, Красной Звезды, многими медалями, а также Почётной грамотой Президиума Верховного Совета РСФСР (дважды) и пятью почётными грамотами Президиума Верховного Совета Марийской АССР.
После тяжёлой болезни скончался 19 апреля 1985 года в г. Йошкар-Оле Марийской АССР.

## Общественно-политическая деятельность
- В 1966 году был делегатом XXIII съезда КПСС[2][3][4].
- В 1955—1971 годах избирался депутатом Верховного Совета Марийской АССР 4 созывов[3][5].
- Избирался депутатом Медведевского районного Совета Марийской АССР 8 созывов[2].

## Память
В декабре 2018 года новой улице в посёлке городского типа Медведево присвоено имя Дмитрия Средина.

## Награды
- Орден Ленина (1965)[3]
- Орден Октябрьской Революции (1971)[3]
- Орден Трудового Красного Знамени (1951)[3]
- Орден Красной Звезды (1946)[3]
- Юбилейная медаль «За доблестный труд. В ознаменование 100-летия со дня рождения Владимира Ильича Ленина»
- Почётная грамота Президиума Верховного Совета РСФСР (1960, 1967)[3]
- Почётная грамота Президиума Верховного Совета Марийской АССР (1946, 1957 – дважды, 1970, 1977)[3]